# 劳尔·科尔多瓦
劳尔·科尔多瓦（西班牙語：Raúl Córdoba，1924年3月13日—2017年5月17日），墨西哥男子足球运动员，司职守门员。他曾代表墨西哥国家队参加1950年国际足联世界杯，结果队伍止步小组赛阶段。